# Esquilo-pigmeu africano
O esquilo-pigmeu africano (Myosciurus pumilio) é uma espécie de esquilo florestal. É monotípico de seu gênero Myosciurus. Esta espécie está associada a habitats de baixas florestas tropicais úmidas. Essencialmente solitário, embora ocasionalmente seja visto em pares. Sua dieta consiste principalmente de cascas de árvores que retira usando seus dentes e garras.

## Distribuição
O esquilo-pigmeu africano foi gravado a partir de Camarões, Gabão, noroeste do Congo, e de Guiné Equatorial (Rio Muni e Boko). Esta espécie pode ser mais amplamente distribuída do que é conhecido atualmente.

## Comportamento e habitat
O esquilo-pigmeu africano habita cada tipo de floresta dentro de sua faixa e é encontrado em todas as alturas nas árvores, embora ele parece preferir níveis mais baixos. Não se sabe se pode permanecer na floresta secundária.  Esta espécie é diurna em relação à seu forrageamento e exibe um comportamento de forrageamento especializado, subindo ao longo dos grandes e planos ramos e retirando pequenas lascas de casca exterior.  É uma espécie solitária, mas tolera outros indivíduos e emite uma vocalização de alarme de baixa intensidade. Segundo registros, pode gerar até dois filhotes.

## Descrição
Com comprimento da cabeça e corpo entre 60 e 75 e da cauda entre 50 e 60 mm, além de 16.5g de peso é a menor espécie de esquilo do mundo. O esquilo-pigmeu africano parece mais um rato do que um esquilo. A pelagem é amarelo esverdeada nas partes superiores com partes inferiores brancas e cor de oliva. As orelhas são arredondadas e as extremidades são brancas. Esta espécie tem apenas um único pré-molar em cada lado do maxilar superior.